# Monnina pennellii
Monnina pennellii är en jungfrulinsväxtart som beskrevs av Ramón Alejandro Ferreyra. Monnina pennellii ingår i släktet Monnina och familjen jungfrulinsväxter. Inga underarter finns listade i Catalogue of Life.